# Тупољев Ту-134
Тупољев Ту-134, (рус. Туполев Ту-134, НАТО назив Crusty) је двомоторни путнички авион на млазни погон руског произвођача Тупољев намењен кратколинијском ваздушном саобраћају. У зависности од типа могао је да превезе од 72 до 84 путника. Био је сличан авионима Даглас DC-9 и Каравела SE-210. Укупно је изграђено 852 авиона у верзијама Ту-134А, Б, УБЛ и сх. Заменио је застареле путничке авиона Ту-104 и Ту-124

## Пројектовање и развој
Пројектантски биро ОКБ 156 Тупољев (Опитни конструкциони биро — Тупољев) је био творац првог совјетског путничког авиона на млазни погон Ту-104 и његове мање варијанте Ту-124 засноване на бомбардеру Ту-16. Самим тим што се путнички авион пројектује на основу бомбардера (а то је била пракса пред рат и у току рата) ови авиони су имали бројне недостатке. Ти недостаци су пре свега били неекономичност, неудобност путника који су у кабини између два снажна малазна мотора били изложени вибрацијама и недозвољено великој буци, проблеми у одржавању и томе слично. Стицајем околности Председник владе Совјетског Савеза Н. С. Хрушчов приликом посете Француској имао је прилике да лети авионом Каравела и направио паралелу између ње и Ту-104 којим је он летео. После повратка у Москву позвао је Тупољева и са њим разговарао о могућности пројектовања авиона сличног Каравели. Концепцију градње путничких авиона са млазним моторима уграђениm на репу авиона већ су прихватили и други произвођачи авиона Даглас, Боинг, Де Хевиленд и Фокер. Ова концепција је омогућила да путници у кабини и посада у кокпиту буду у великој мери заштићени од буке и вибрација млазних мотора, а тиме се знатно добило у удобности путника. Пошто су у то време у Бироу радило на пројекту авиона Ту-124 приступило се редизајну тог пројекта под називом Ту-124А у коме је предвиђена уградња мотора на репу авиона и пројектовање репа у облику великог слова Т. На крају пројекта то је испао потпуно нови авион који је добио ознаку Ту-134. Од почетног авиона Ту-124 задржао је труп, стреласта крила и стајни трап. Прототип авиона је полетео 29. јула 1963. године а у оперативну употребу је ушао септембра 1967. године.

### Технички опис
Авион Тупољев Ту-134 је потпуно металне конструкције, нискококрилац са два млазна мотора постављених на репном делу трупа авиона. Крила су стреластог облика потпуно аеродинамички чиста. Мотори су Соловљев Д-30 турбо млазни мотори потиска 67 kN. Авион има увлачећи стајни трап система трицикл. Предња носна нога има два точка са гумама ниског притиска а задње ноге, које представљају и основне, се налазе испод крила авиона и свака има по 4 точка са нископритисним гумама. Авион има укупно 10 точкова који му омогућавају безбедно слетање и на лоше припремљеним пистама. Труп авиона је округлог попречног пресека и у њега у један ред могу стати четири седишта са пролазом кроз средину авиона. Изнад глава путника направљене су оставе за смештај приручног пртљага и гардеробе. У зависности од типа авиона у труп се може поставити од 72 до 84 седишта.

### Варијанте авиона Тупољев Ту-134
- Ту-134  - први производни модел са 64 путника погоњен са два млазна мотора Соловљев Д-30,
- Ту-134А  - производни модел друге серије са 84 путника, побољшаним моторима и авиоником,
- Ту-134Б  - производни модел са 80 путника, са додатним резервоарима за гориво у циљу повећања долета,
- Ту-134ЛК  - модел авиона намењен обуци космонаута,
- Ту-134УБЛ  - модел авиона намењен обуци посада бомбардера,
- Ту-134УБК  - морнаричка верзија авиона Ту-134УБЛ намењен обуци посда бомбардера,
- Ту-134БСх  - модел авиона намењен обуци навигатора бомбардера Ту-22M,
- Ту-136  - варијанта авиона Ту-134 са моторима на течни нафтни, природни или земни гас, за чување горива коришћена је криогеничка технологија (одржавање врло ниске температуре).

## Оперативно коришћење
Авион Ту-134 се производио од 1964. до 1984. године у фабрици авиона у Харкову. У овом периоду је направљено 852 примерака овог авиона. Највећи купаци ових авиона били су Аерофлот и Ратно ваздухопловство Совјетског Савеза. Први пут је полетео на редовној линији Москва - Стокхолм септембра месеца 1967. године и летео је до 1995. године, превезавши 360 милиона путника. Капацитети авиона су 66 путника са 2 класе, 72 путника када авион има само једну класу и 96 путника у једној класи са смњеним размаком између седишта. Аерофлот га је користио и на домаћим и на међународним кратким и средњим линијама. Био је веома издржљив авион. Слетао је и полетао и са неасфалтираних полетно слетних писта и често коришћен за арктичке летове. Дуги низ година овај авион је био стандардни авион за кратке и средње линије земаља Источног блока. Војно ваздухопловство га је користило као транспортни авион, авион за обуку пилота и навигатора, често коришћен за потребе морнарице, као и за истраживања и тестирање пројеката. Последњих година известан број ових авиона је због своје поузданости конвертована у ВИП авионе за превоз функционера или пословних људи.

### Коришћење у свету
Авион Ту-134 су користиле 42 авио-компаније у свету, а авион је био поуздан и дуговечан. Неке европске компаније су са овим авионом имале и по 12 дневних полетања и слетања. Углавном су га користиле земље Варшавског уговора, земље Азије, Африке и Блиског истока. Због повећаног нивоа буке, овим авионима је забрањено слетање на европске и северноамеричке аеродроме.

### Коришћење код нас
Друга по величини авио-компанија у Југославији Авиогенекс купила је 1968. године два авиона Ту-134A, а већ 30. марта 1969. године обавила је први лет на релацији Београд - Диселдорф. Ови авиони су углавном обављали чартер летове за туристичку агенцију Југотурс и покривали су евро-медитеранске линије. Авиони Ту-134 су у овој компанији летели од 1968 до 1990. године и било их је укупно 12 примерака, а замењени су авионима Боинг 727 и Боинг 737.

## Земље које су користиле овај авион
| - Азербејџан - Ангола - Бугарска - Белорусија - Чехословачка - Египат - Гана - Вијетнам - Јерменија - Киргистан - Румунија - Југославија | - Немачка - Грузија - Источна Немачка - Мађарска - Казахстан - Молдавија - Северна Кореја - Пољска - Русија - СССР - Сирија - Украјина |